# Hans Robert Filip Johansen
Hans Robert Filip Johansen (født 16. juli 1921 i København; død 25. juli 1944, Nyhavn, København) var en dansk sømand, faldskærmsagent, instruktør, telegrafist og specialuddannet kaptajn i S.O.E., der fik til opgave at organisere og koordinere modstandsarbejde på Sjælland, Fyn og især i København under 2. verdenskrig. Hans dæknavn i modstandskredse var "Stumpen".

## Familie, opvækst og søfart
Hans Johansen var søn af kelner August Johansen og hustru Nelly Agata Naimia. Han gik i skole på Prinsessegades Skole på Christianshavn og valgte efter endt skolegang at stå til søs om bord på et Mærsk-skib. Efter Danmarks besættelse den 9. april 1940 fortsatte Johansen som sømand i allieret tjeneste, hvor han fragtede våben mellem USA og England. To gange blev hans skib torpederet, men han slap ved lykketræf fra dette i god behold.

## S.O.E.
På et tidspunkt besluttede Johansen sig for at tage mere aktivt del i kampen mod nazismen. Han lod sig indrullere i det britiske Special Operations Executive (S.O.E.), hvor han efter den intensive uddannelse fik rang af kaptajn og med radiotelegrafi som et af sine specialer. Hans Johansen var én af de i alt 53 agenter, som S.O.E. mellem 1941 og 1945 lod nedkaste over Danmark. Den 17. maj 1943 om aftenen lettede han, sammen med to andre faldskærmsagenter, fra Tempsford flyvepladsen. Den 18. maj 43 blev de tre agenter sammen med en række containere nedkastet ved Hvidstengruppens nedskatningsted Mustard Point.

## Modstandsarbejde i Danmark
Udgangspunktet for Hans Johansens virke i Danmark blev Sjælland og København, hvor han var instruktør for og havde kontakt med flere sabotagegrupper, men i sommeren 1943 deltog han også i organisering af modstandsarbejdet på Fyn. Han havde i særlig grad kontakt med og var instruktør for gruppen Holger Danske samt Frit Danmarks Farmaceutgruppe. Hans Johansen deltog også i egentlige sabotageaktioner, og under en flygtningetransport den 17. december 1943 var han nær ved at blive arresteret, da transporten var blevet angivet. I modstandskredse fik han tildelt dæknavnet Stumpen.

## Pågribelse, død og begravelse
Efter godt et års tids arbejde med at organisere modstandsarbejdet i bl.a. København var Johansen med ved et planlægningsmøde den 25. juli 1944 i en lejlighed i Nyhavn, da denne blev stormet af medlemmer af Schalburgkorpset. Johansen forsøgte at undslippe via taget, men huset var omringet, og han blev taget til fange. Det lykkedes ham dog at sluge den giftampul med cyankalium, som han bar i sin slipsenål, og begik dermed selvmord, uden at Schalburgkorpset fik noget ud af ham.
Han blev i første omgang begravet på Bispebjerg Kirkegård, men blev i 1945 genbegravet i Det Store Gravfelt i Mindelunden i Ryvangen, hvor også hans mindesten kan ses.